# Provincia de Samangán
Samangān (del persa: سمنگان) es una de las 34 provincias de Afganistán. Se ubica al norte de las montañas Hindú Kush en la parte central del país. La provincia tiene una superficie de 11.262 kilómetros cuadrados y comparte frontera con la provincia de Sar-e Pol en el oeste, Balj en el norte, Baglán en el este y Bamiyán en el sur.
La provincia de Samangan está dividida en 6 distritos (Aybak, Dara-i-Suf, Hazrati Sultan, Khuram Wa Sarbagh, Ruyi Du Ab) y contiene 674 aldeas.  Tiene una población de aproximadamente 394.500,  que es multiétnica y en su mayoría habita en el medio rural. La ciudad de Aybak sirve como capital provincial.
El territorio provincial es montañoso casi en su totalidad, con apenas un 20% de valles y planicies.

## Etnografía
Como la mayor parte de Afganistán, es étnicamente diversa. En esta provincia hay una mayor presencia de tayikos (65%), con uzbecos (30%), y completan personas pertenecientes a las etnias pastunes, hazara, tártaros, turcomanos y un grupo minoritario de árabes dispersos por la provincia. La religión islámica es mayoritaria con representación de las dos grandes ramas: sunitas y chiitas.

## Economía

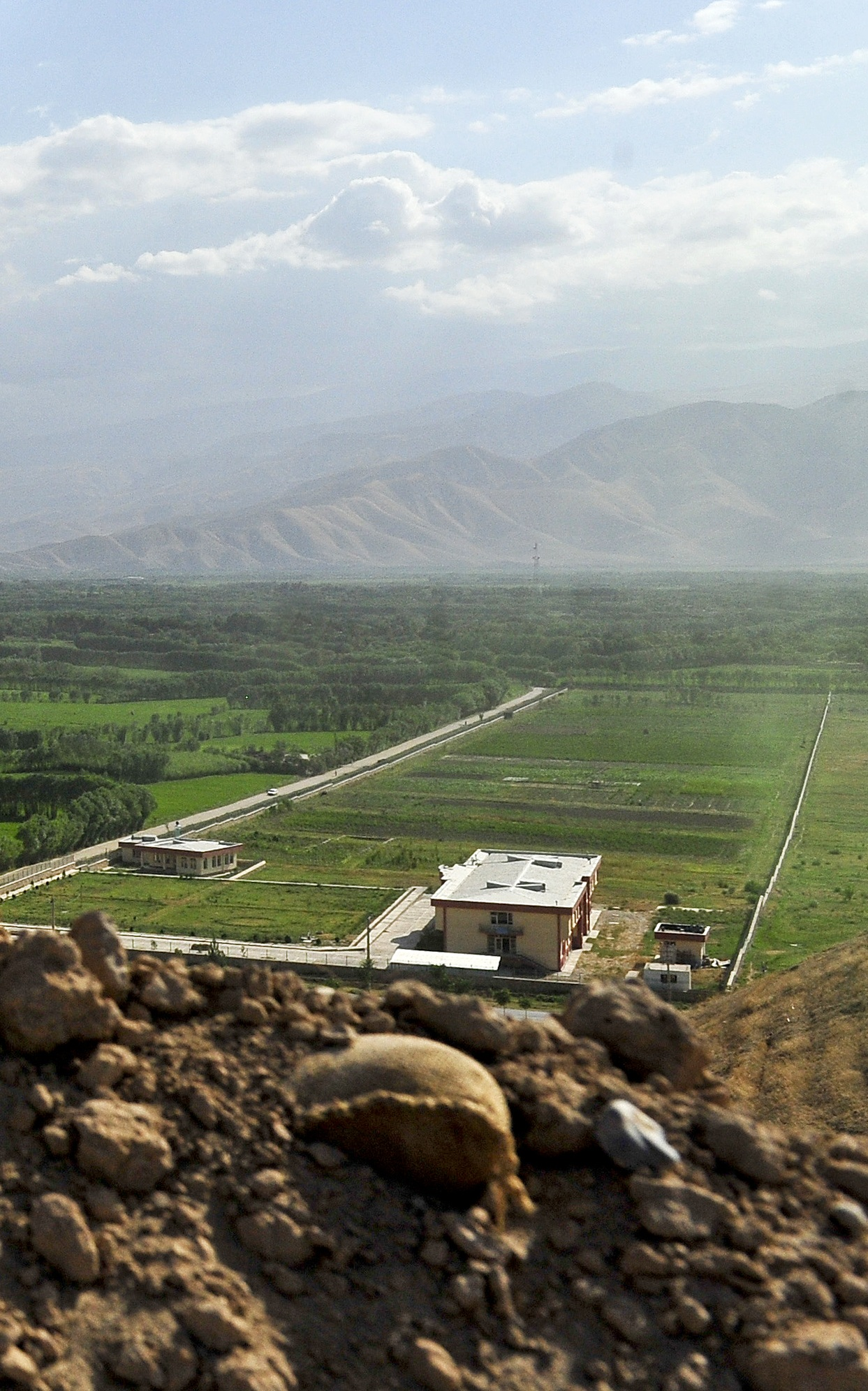
Campos de cultivos entre montañas en Samangan

La mayor parte de la población se gana la vida en el medio rural. El 36% en la agricultura que depende de la lluvia, el 15% de la cría de animales. El sector de los negocios e industrias a pequeña escala, como la fabricación de alfombras, ocupan al 17% (comercios y servicios) y un 28% en el pequeño sector de industrias y manufacturas.
La milenaria actividad ganadera y pastoril afgana está representada en la provincia con la cría de bovinos, bueyes, caballos, burros, camellos, cabras, ovejas y aves. Esta actividad provee además de carnes, animales de fuerza para la actividad rural y para el transporte.

## Servicios

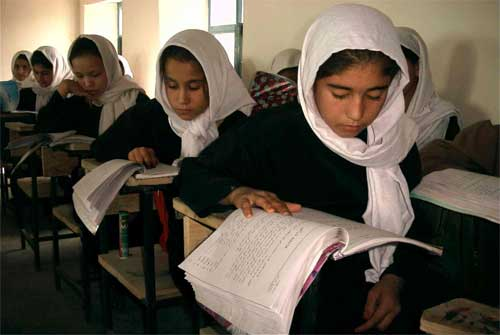
Niñas en un colegio de Samangan

### Educación
La tasa de alfabetización apenas alcanza al 5% de la población y se estima que en la provincia viven 75.000 mujeres analfabetas. Hay 71.248 estudiantes matriculados en las escuelas, lo que representa el 1,26% del número total de estudiantes en Afganistán.
La provincia alberga 137 establecimientos de educación primaria, 29 de secundaria, 16 que ofrecen bachilleratos, 1 escuela tencológica y 3 escuelas islámicas.

### Transporte
La inestabilidad política y la guerra, sumadas al escenario montañoso de la geografía local, no han permitido un buen desarrollo vial en la provincia. Se estima que del trazado de carreteras sólo el 28,3% son capaces de soportar el tráfico de automóviles en todas las estaciones del año. El resto sólo en algunas temporadas.

### Electricidad
Se estima que un 6% de los hogares tienen acceso a la electricidad.

### Salud
Hay 1 hospital en la capital provincial Aybak y otro en Dar-i-Souf. Complementan las infraestructuras sanitarias 13 clínicas.

### Agua potable
El 12,2% de la población tiene acceso a fuentes de agua potable segura.

## Yacimientos arqueológicos
Del período paleolítico se encuentran los yacimientos de Kara Kamar y el valle de Hazar Sum. El estrato tercero de Kara Kamar es el yacimiento más importante del paleolítico superioruperior en Afganistán y probablemente en Asia Central. Los artefactos de piedra han sido realizados con sumo cuidado y retocados en caso de necesidad, lo que demuestra un avance espectacular con respecto a la etapa anterior. En Aq Kupruk, ya en el periodo conocido como epipaleolítico (hace unos 15.000 años), se han encontrado útiles de piedra de una gran calidad. Las industrias líticas de Kok Jar, Dara-i Kalon y Tashqurghan 40 (Samangan) forman parte también de esta época.

## Distritos
- Hazrati Sultan
- Aybak
- Khuram wa Sarbagh
- Ruyi du Ab
- Dara-i- Suf